# ساربن (نبراسکا)

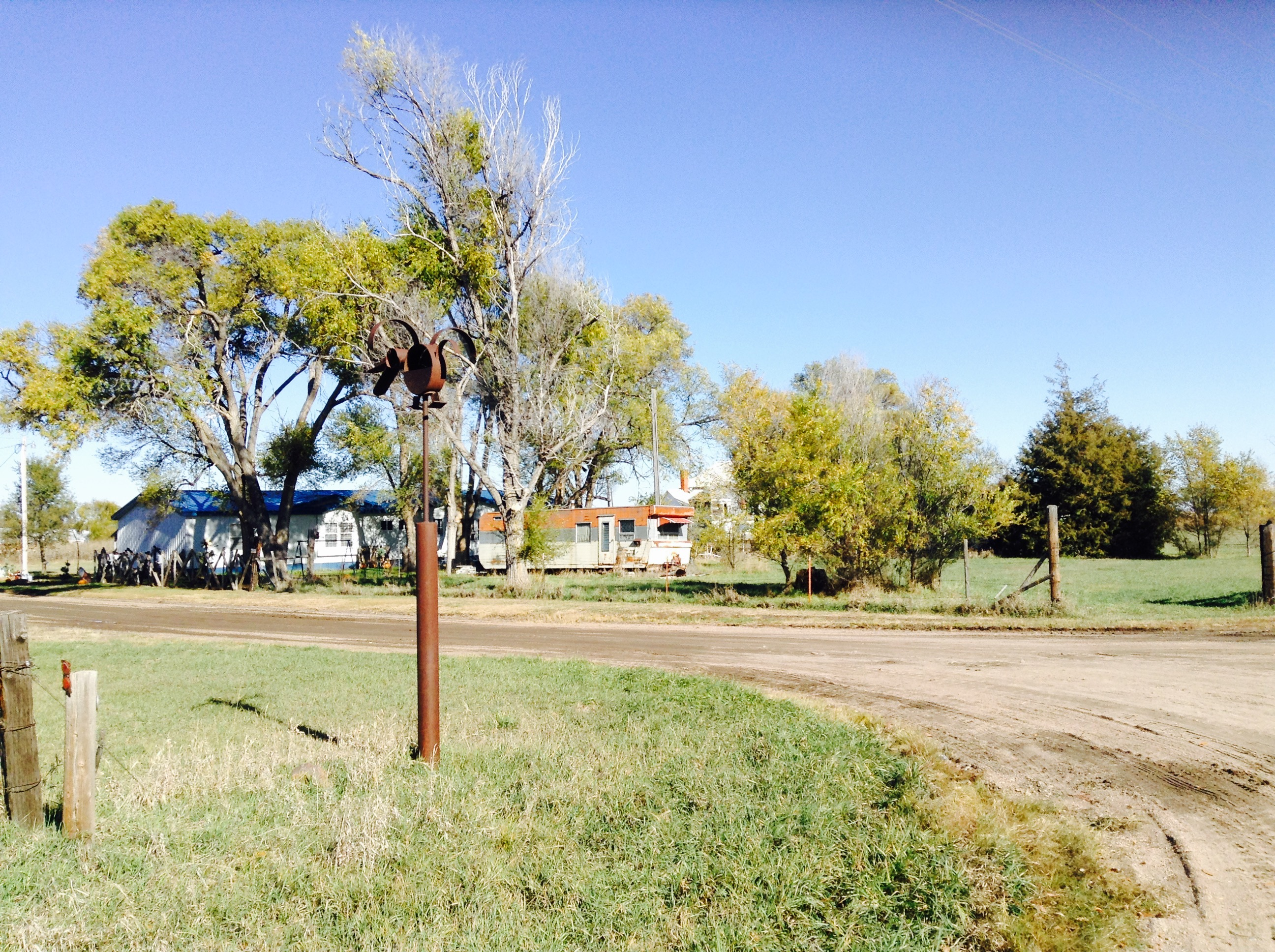
نمایی از یک خیابان در شهر ساربن، ایالت نبراسکا - ۲۰۱۵

ساربن(به انگلیسی: Sarben) شهری در ایالت نبراسکا کشور ایالات متحده آمریکا است که جمعیت آن در سرشماری سال ۲۰۱۰ میلادی، ۳۱ نفر بوده‌است.